# مهدي رجب زاده
مهدي رجب زاده (بالفارسية: مهدی رجب‌زاده)، من مواليد 20 يونيو 1978 في كازرون في إيران، لاعب كرة قدم إيراني ويلعب مع نادي الإمارات ومنتخب إيران لكرة القدم.
بدأ مسيرته الكروية مع نادي جام شيراز، وفي عام 2001 انتقل إلى نادي فجر سيباسي، ولعب معهم حتى عام 2003، وسجل 3 أهداف، وفي عام 2003 انتقل إلى نادي زوب أهن أصفهان، ولعب معهم حتى عام 2007، وسجل معهم 49 هدف، ومنذ عام 2008 وهو يلعب مع نادي الظفره الإماراتي.
و قد بدأ باللعب مع منتخب إيران لكرة القدم في عام 2004.

## روابط خارجية
- مهدي رجب زاده على موقع الاتحاد الدولي (مؤرشف)  (الإنجليزية)
- مهدي رجب زاده على موقع قاعدة بيانات كرة القدم.إي يو (الإنجليزية)
- مهدي رجب زاده على موقع ناشيونال فوتبول تيمز (الإنجليزية)
- مهدي رجب زاده على موقع Soccerway.com (الإنجليزية)